# Промислове училище, Пловдив
Промислове училище — пам'ятка архітектури модернізму у місті Пловдив, вул. «Гладстон» № 70, Болгарія. Наразі Професійна гімназія інтер'єру та деревообробки.

## Архітектура
Школи в Болгарії будували часто у стилі модернізм. Промислове училище відкрилося 1933 року під час Індустріальної ярмарки у Пловдиві. Архітектор Светослав Гордеев був головним архітектором ярмарки.
Балкони мають заокруглення в стилі стримлайн. Вікна сходів згруповані у чотири вертикальні смуги. Початково вікна мали металеві фрамуги, проте наразі замінені на металопластик. Архітектура нагадує роботи відомого архітектора Баугауз Вальтера Ґропіуса.